# Thamusida
Thamusida est une cité antique du Maroc, située sur la rive gauche du fleuve Sebou, au lieu-dit Sidi Ali ben Ahmed. La petite ville antique est située à 10 km à vol d'oiseau de la ville actuelle de Kénitra et à environ 23 km à vol d'oiseau, au nord-est de Mehdia. Elle est approximativement à mi-chemin entre Sala (au sud) et Banasa (au nord), dans une zone exposée aux inondations, le site demeurant alors émergé et communiquant avec un vaste hinterland. Il était facile à défendre. La forêt voisine de la Mâamora a sans doute fourni les matériaux de construction (chênes-lièges). Le fleuve poissonneux et navigable en amont et en aval ainsi que les terres alentour cultivables en ont fait un centre d'occupation important.
Thamusida se situait sur une voie romaine qui partait de Tanger-Tingi, passait par Larache-Lixus, Banasa, descendait jusqu'à Chellah et s'arrêtait au limes (encore visible à la sortie sud de Rabat sur la route de Casablanca).

## Fouilles
Le site est reconnu et visité par Charles Tissot en 1874. Il est fouillé de manière sporadique à partir de 1913 par des chercheurs français. Les fouilles reprirent en deux temps :
- 1952-1955 (Raymond Thouvenot, Maurice Euzennat et Marmonnier) ;
- 1959-1962 (Claude Nicolet, Jean-Pierre Callu, René Rebuffat, Jean-Paul Morel et Jean-Marie Dentzer).

Ces fouilles sont loin d'avoir dégagé la totalité du site, qui occupe un espace d'une quinzaine d'hectares.
Les chercheurs ont reconnu sur le site un camp militaire et une ville. Du camp, seuls l'enceinte et le praetorium ont été fouillés. De la ville ont été dégagés une partie de l'enceinte, des insulae d'habitation, de grands thermes et des temples. Des sondages stratigraphiques ont permis de dessiner les grandes lignes de l'histoire de l'occupation de la ville.

## Époque maurétanienne
La première occupation du site remonterait aux VIe siècle av. J.-C. d'après des restes d'amphores phéniciennes de type Rachgoun 1 (R1) retrouvés sur le site et s'insérant dans le répertoire de ce siècle.
Les prospections révèlent une bourgade partageant un faciès culturel commun avec d'autres cités de la région, notamment Lixus, et attestent d'échanges importants et continus avec les cités phénico-puniques de la zone espagnole du Détroit de Gibraltar.
Les fouilles ont aussi révélé, pour cette période, deux inscriptions libyques sur plaques de calcarénite, ainsi que deux inscriptions puniques et néo-puniques incisées sur le fond de vases en sigillée italique de chronologie incertaine mais probablement d'époque maurétanienne tardive. L'une d'entre elles dévoile un nom libyque, et l'autre un possible nom latin.
Un rempart défensif datant du Ier siècle av. J.-C. a été découvert sur le site et se caractérise par un soubassement en pierre avec une élévation en briques crues pour les premiers 65 cm, et en pisé pour le reste de l'élévation. De plus, un fossé externe d'une largeur totale de 15 m a été creusé avec deux canaux parallèles.
Dans l'ensemble, l'architecture du site durant cette période se caractérise par l'emploi extensif de briques crues, une technique très répandue dans cette région à cette époque et par la technique de l'opus vittatum déjà attestée sur des sites comme Sala et Volubilis.

## Époque romaine
En l’an 40 de notre ère se situe l’annexion par Rome.
Dès le règne de l'empereur Claude (41-54 apr. J.-C.), des constructions en dur se multiplient. Thamusida abrite probablement un port actif dont témoignent les nombreux débris d’amphores entourant le plateau et devient un point de débarquement et un centre romain de ravitaillement. Les fouilles ont mis au jour les murs des quais du port de commerce, des thermes.
Sous les Flaviens (69-96 apr. J.-C. : empereur Titus 24/04/79-13/09/81 apr. J.-C.), une garnison militaire romaine séjourne sur les lieux. La ville donne des signes de croissance ; elle se dote d’un temple à trois cellae (le Temple à bossages), de thermes et de maisons d’habitations dont une à cour centrale. Cela illustre des traditions importées de l'architecture étrusco-italique (d'après Rebuffat).
Sous Trajan (97-117 apr. J.-C.) ou sous Hadrien (117-138 apr. J.-C.), une nouvelle structuration de l’espace urbain semble avoir lieu en conférant à la ville un plan d’urbanisme  ou plan orthogonal dit hippodamien où s’inscrivent les thermes reconstruits et le petit temple du nord-est dédié à Vénus-Astarté. Le développement et l’enrichissement de la ville se reflètent dans l’agrandissement et la transformation continue des thermes du fleuve, dans la construction de nouveaux temples bordant la rive du Sebou et de nouvelles habitations dont la Maison du dallage qui adopte le plan des riches demeures de Volubilis et d’Espagne. Des maisons modestes, des ateliers et des locaux utilitaires occupent des quartiers entiers. En plus de ses fonctions commerciales et industrielles qui sont à l’origine de son développement, la ville de Thamusida devait jouer un rôle militaire important. Elle était peuplée de vétérans.
Sous Marc Aurèle (161-180 ap. J.-C.), on y construisit la plus grande forteresse de Maurétanie Tingitane pour assurer la protection de la population civile. Sous Commode (180-192 ap. J.-C.) ou Septime Sévère (193-211 ap. J.-C.), la ville se dote d’une enceinte qui a remployé des stèles funéraires et écrasé une partie de la riche Maison du dallage, ce qui indique que l’ouvrage fut dicté par la crainte d’un danger proche. La ville abrite une cohorte militaire. Peuplée de vétérans, elle abrite la plus grande forteresse de la province. À la toute fin du IIe siècle, elle est dotée d'une enceinte.
Le site est abandonné vers 280.

## État actuel
D'après un site internet qui semble créé en 2007 , le site est difficile à trouver. Une piste existait qui prenait naissance derrière l'usine CMCP (Cie. Marocaine des Cartons et Papiers) de la zone industrielle de Kenitra. Il existe aussi une piste qui prend naissance sur la route de Tanger. Aucun aménagement touristique ne semble avoir été fait, les fouilles semblent avoir été suspendues.